# Ramon Pomés i Soler
Ramon Pomés i Soler (Tarragona, 1868- Barcelona, 1937) fou un escriptor, col·laborador de Lo Somatent de Reus i redactor de La Vanguardia (1890-1932). Donà a la llum nombrosos llibres didàctics i infantils, així com obres dramàtiques. Es dedicà a la traducció literària, bàsicament en castellà, tot i que feu una versió catalana de Molt soroll per no res, de Shakespeare (1909) per a la Biblioteca Popular dels Grans Mestres. La seva filla Carlota Pomés i Coll, fou una destacada bibliotecària catalana.